# Zomba Music Group
Zomba Music Group is een platenmaatschappij, door Clive Calder in 1977 opgericht als een uitgeverij van boeken, die zich in 1981 onder de naam Zomba Recording Corporation op de muziekindustrie is gaan richten.
Op 11 juni 2002 heeft Sony BMG voor een bedrag van 3 miljard dollar het bedrijf overgenomen, waarmee een einde kwam aan 's werelds grootste onafhankelijke platenlabel.
Zomba beheert verschillende labels:
- Epidemic Records
- La Face Records
- Jive Records
- Music For Nations
- Pinacle Records
- Rough Trade Records
- Silvertone Records
- Verity Records
- Volcano Records (voorheen Scotti Bros. Records)